# Women’s Health
Women’s Health ist eine international verbreitete Fitness-Zeitschrift für Frauen der Hearst Corporation. Die deutsche Ausgabe erscheint zehnmal jährlich bei der Motor Presse Stuttgart. Chefredakteurin ist seit September 2020 Franziska Bruchhagen. Die verkaufte Auflage beträgt 68.384 Exemplare, ein Minus von 56,1 Prozent seit 2012.
Die US-amerikanische Ausgabe wurde 2005 vom Verlag Rodale als Ableger von Men’s Health gestartet. Im Januar 2018 wurde Rodale von der Hearst Corporation übernommen.
Die deutsche Ausgabe erschien ab April 2011 bei Rodale Motor Presse, einem Joint Venture von Rodale und der Motor Presse Stuttgart mit Sitz in Hamburg. Nachdem 2011 und im ersten Halbjahr 2012 jeweils drei Ausgaben veröffentlicht wurden, wurde im Sommer 2012 die Erscheinungsfrequenz auf zehnmal jährlich erhöht. Durch die Übernahme von Rodale übernahm die Hearst Corporation im Januar 2018 auch den Anteil an dem Joint Venture, das in Motor Presse Hearst umbenannt wurde. Im Februar 2021 verkaufte die Hearst Corporation ihren Anteil an die Motor Presse Stuttgart. Motor Presse Hearst wurde daraufhin in Motor Presse Hamburg umbenannt.
Im Oktober 2018 wurde der Ableger Soul Sister gestartet.